# میان‌منطقه (زمین‌ریخت‌شناسی)
در برخی از طبقه‌بندی‌های زمین‌ریخت‌شناسی، میان‌منطقه (انگلیسی: Mesoregion) یک منطقه طبیعی با اندازه‌ای میانی است.
میان‌منطقه‌ها ممکن است بر اساس شرایط ریخت‌سنگ‌شناختی (مورفولیتوژنیک) و ارتباط فضایی تعریف شوند. یک میان‌منطقه در منطقه‌بندی یک ناحیه به‌کار می‌رود، یک واحد تقسیم‌بندی فیزیکی و جغرافیایی است، بخشی از یک بزرگ‌منطقه محسوب می‌شود و شامل ریزمنطقه‌ها است.